# Défenseur des droits de l'homme
 (janvier 2016).
Si vous disposez d'ouvrages ou d'articles de référence ou si vous connaissez des sites web de qualité traitant du thème abordé ici, merci de compléter l'article en donnant les références utiles à sa vérifiabilité et en les liant à la section « Notes et références ».
Un défenseur des droits de l'homme est un individu qui s'engage, seul ou collectivement, pour la promotion, la protection et la mise en œuvre des libertés fondamentales et des droits de l'homme universellement reconnus. Il peut s'agir de journalistes, de défenseurs de l'environnement, de lanceurs d'alerte, de syndicalistes, d'avocats ou de membres d'associations caritatives, mais aussi de militants ou d'activistes occasionnels. Les défenseurs des droits de l'homme se définissent en effet par leurs actions en faveur des droits de l'homme et non pas par leurs qualifications ou par leur statut.
En raison de leur engagement, les défenseurs des droits de l'homme font souvent l'objet de mesures de dissuasion et de représailles : restrictions à leur liberté d'expression, d'association ou de mouvement, discriminations, arrestations et détentions arbitraires, diffamations, menaces, violences, voire atteintes à la vie,. L'affaire actuelle du dissident au régime russe, Alexeï Navalny est très révélatrice à cet égard. Aussi bien la victime, les associations des droits de l'homme que plusieurs médias notent que le régime de Vladimir Poutine ne s'est pas satisfait des multiples intimidations (arrestations et emprisonnements) infligées au défenseur des droits de l'homme et son principal opposant, mais il a préfère passer à la vitesse supérieure. Après plusieurs examens médicaux subits en Allemagne, les experts  confirment que A. Navalny a été empoisonné.
Depuis les années 1990, des initiatives multilatérales se sont attachées à promouvoir le rôle joué par les défenseurs des droits de l'homme, à reconnaître les risques auxquels ils sont exposés et à définir des mécanismes de protection spécifiques.

## Historique
La Commission des droits de l'homme des Nations unies se saisit de la question des défenseurs des droits de l'homme au début des années 1980. En 1985, lors de sa 44e session, elle décide de la création d'un groupe de travail chargé de la rédaction d'une déclaration à ce sujet. Le 3 avril 1998, la Commission adopte le projet de Déclaration sur le droit et la responsabilité des individus, groupes et organes de la société de promouvoir et de protéger les droits de l’Homme et libertés fondamentales universellement reconnus.

### Le Sommet de 1998 sur les défenseurs des droits de l'homme
Du 8 au 11 décembre 1998, à l’occasion du cinquantième anniversaire de la Déclaration universelle des droits de l’homme, un premier sommet mondial des défenseurs des droits de l’homme a lieu à Paris. 
Organisé par quatre associations (Amnesty International, ATD Quart Monde, la Fédération internationale des ligues des droits de l'homme et France-Libertés), ces États Généraux se tiennent au palais Chaillot, lieu symbolique du vote de la Déclaration universelle des droits de l'homme de 1948. Annonçant le sommet, Michel Forst, alors directeur général d'Amnesty International France et secrétaire général du Sommet, déclare au journal La Croix : "Depuis cinquante ans, les gouvernements ont été trop souvent, au nom de la raison d’État, les fossoyeurs des droits de l'homme. Les associations qui les défendent sont les authentiques propriétaires des 30 articles de la Déclaration universelle. Nous ne pouvions donc nous satisfaire d'une commémoration entre chefs d’États et de gouvernements."
Le sommet réunit plus de 300 défenseurs des droits de l'homme. Le 10 décembre 1998, Kofi Annan, alors Secrétaire général des Nations unies, reçoit de Pierre Sané et Michel Forst une pétition recueillant 10 millions de signatures en faveur des droits de l'homme.
Le 11 décembre 1998, à l'issue du sommet, les participants adoptent un cahier de doléances, une déclaration dite "Déclaration de Paris", ainsi qu'un plan d'action.
La même année, les défenseurs des droits de l'homme se voient remettre le Prix des droits de l'homme des Nations unies.

### La Déclaration des Nations unies sur les défenseurs des droits de l'homme
Le 9 décembre 1998, en parallèle des États Généraux sur les défenseurs des droits de l'homme, l'Assemblée générale des Nations unies adopte la Déclaration sur le droit et la responsabilité des individus, groupes et organes de la société de promouvoir et protéger les droits de l'homme et les libertés fondamentales universellement reconnus, plus communément connue comme la Déclaration sur les défenseurs des droits de l'homme. Cette déclaration marque un tournant en ce qu'il s'agit du premier instrument des Nations unies qui reconnaît l'importance et la légitimité du travail des défenseurs des droits de l'homme, ainsi que les droits et les responsabilités de chacun dans la protection de ces droits.
La Déclaration n’est pas, en soi, un instrument juridiquement contraignant. Toutefois, elle énonce une série de principes et de droits consacrés dans d’autres instruments internationaux qui sont, eux, juridiquement contraignants, tels que le Pacte international relatif aux droits civils et politiques. 

## La Déclaration sur les défenseurs des droits de l'homme
La Déclaration sur les défenseurs des droits de l'homme rassemble et réitère les principes et normes internationaux qui protègent l'activité des défenseurs des droits de l'homme dans le monde. Elle ne crée pas de droits nouveaux, mais rappelle plutôt les droits existants de manière à faciliter leur application à la situation concrète des défenseurs des droits de l’homme.
Selon la Déclaration, un défenseur des droits de l'homme est quiconque qui, seul ou en tant que membre d'un groupe ou d'une institution, œuvre pacifiquement à la promotion, à la protection et à la mise en œuvre des droits de l'homme. Il s'agit d'une définition large, qui ne s'attache pas au statut formel du défenseur, mais à ses actions en faveur des droits humains.
Les droits protégés par la Déclaration comprennent, entre autres :
- La liberté d'association et de manifestation (article 5) ;
- Le liberté de communication avec les organisations non-gouvernementales (article 5) ;
- Le droit de collecter et de partager les informations relatives aux droits humains, et d'avoir accès à l'information quant à la manière dont les droits humains sont mis en œuvre par les autorités (article 6) ;
- Le droit de développer et de promouvoir de nouvelles idées et principes en matière de droits humains (article 7) ;
- Le droit de critiquer les institutions et organes de l’État et de faire des propositions (article 8) ;
- Le droit d'apporter une aide juridique ou autre aux défenseurs des droits humains (article 9) ;
- Le droit d'assister aux audiences publiques pour s'assurer de leur conformité avec les droits humains (article 9) ;
- Le droit pour les défenseurs des droits humains d'être efficacement protégés par la loi quand ils agissent contre des violations des droits humains (article 9) ;
- Le droit de solliciter, recevoir et utiliser des financements dans le but exprès de promouvoir et protéger les droits humains (article 13).

Les États ont la responsabilité de mettre en œuvre l'ensemble des dispositions de la Déclaration et notamment :
- L'obligation de protéger les défenseurs des droits de l'homme contre toute violence, menace, représailles, discrimination, pression ou autre action arbitraire (article 12);
- L'obligation de mener rapidement des enquêtes impartiales sur les allégations de violations des droits humains (article 9) ;
- L'obligation de donner un accès à la justice aux victimes de violation des droits humains (article 12) ;
- L'obligation de sensibiliser les personnes sur leurs droits humains (article 14), et d'en promouvoir l'enseignement (article 15);
- L'obligation d'encourager la création d'institution nationales indépendantes des droits humains (article 14)[11].

## Torture des défenseurs des droits de l'homme
Abdulhadi Al-Khawaja, un défenseur des droits de l’homme bahreïnienne, injustement détenu depuis 11 ans, est refusé le traitement du glaucome suspecté et des risques qui aveugent. Le 31 mars 2022, Amnesty International a appelé les autorités bahreïniennes à garantir qu'il reçoit le traitement médical et l'attention qu'il exige dès que possible et de les avertir que la négligence médicale peut constituer une violation de son droit à la santé. Du février 2022, son traitement médical a été arrêté. Le 16 janvier 2022, il a été conduit à un rendez-vous hospitalier et obligé de rester assis dans la voiture pendant trois heures avant d'être retourné en prison sans voir un médecin. Depuis lors, il a été refusé l'accès à tous les médecins.
Front Line Defenders s'inquiète de la santé de Khawaja, le 12 avril 2022, l’organisation a appelé à la libération immédiate en Irlande sur des motifs médicaux. En outre, il purge une peine de vie à Bahreïn d'avoir exercé ses droits à la liberté d'expression, de l'association et de l'assemblée pacifique. Récemment, il souffre de problèmes de santé chroniques. Les autorités bahreïniennes ont agressivement résisté à un traitement médical essentiel et ont refusé l'accès aux nominations médicales entre janvier 2022 et avril 2022.

## Les mécanismes de protection des défenseurs de droits de l'homme

### LeRapporteur spécial des Nations uniessur la situation des défenseurs des droits de l'homme
Lors de sa session de l’an 2000, la Commission des droits de l’homme a demandé à son secrétaire général de créer un mandat pour les défenseurs des droits de l’homme, dans le but d’appuyer la mise en œuvre de la Déclaration sur les défenseurs des droits de l’homme, et de rassembler des informations sur la situation réelle des défenseurs des droits de l’homme dans le monde entier. En août 2000, le secrétaire général désigne Hina Jilani en tant que représentante spéciale sur la situation des défenseurs des droits de l’homme. La Commission renouvelle son mandat en 2003 et le Conseil des droits de l’homme en 2007.
En 2008 et en 2011, le Conseil des droits de l'homme décide de renouveler le mandat sur les défenseurs des droits de l’homme pour trois ans. Il nomme Margaret Sekaggya rapporteuse spéciale sur la situation des défenseurs des droits de l’homme. En 2014, le Conseil des droits de l'homme proroge le mandat pour une période de trois ans et nomme Michel Forst. Son mandat est de nouveau renouvelé en 2017.
Le mandat sur les défenseurs des droits de l’homme est large et prévoit que le rapporteur spécial a pour fonctions principales de :
- solliciter, recevoir et examiner les informations concernant la situation des défenseurs des droits de l’homme ;
- instituer une coopération et entretenir un dialogue avec les gouvernements et d’autres acteurs intéressés par la promotion et la mise en œuvre effective de la Déclaration ;
- recommander des stratégies concrètes et efficaces pour mieux protéger les défenseurs des droits de l’homme et donner suite à ces recommandations ;
- intégrer les questions sexospécifique dans l’ensemble des travaux.

Le Conseil des droits de l’homme demande aux  gouvernements de coopérer avec le rapporteur spécial et à lui fournir toutes les informations nécessaires, et à mettre en œuvre ses recommandations et en assurer le suivi.
Dans l’accomplissement de son mandat, le titulaire :
- présente des rapports annuels au Conseil des droits de l’homme et à l’Assemblée générale sur des thèmes ou des situations particulièrement importants concernant la promotion et la protection des droits des défenseurs des droits de l’homme ;
- effectue des visites dans les pays ;
- examine des cas individuels préoccupants avec les gouvernements[14].

### Autres instruments et mécanismes de protection
À la suite de l'adoption de la Déclaration sur les défenseurs des droits de l'homme, plusieurs initiatives ont été engagées, à la fois au niveau international et au niveau régional, afin d'améliorer la protection des défenseurs et de contribuer à la mise en œuvre de la Déclaration. Dans ce contexte, les mécanismes suivants ont notamment été élaborés :
- Le mandat de Rapporteur spécial sur la situation des défenseurs des droits de l'homme en Afrique, dont le mandat a été défini par la Résolution 69(XXXV)04 de la Commission africaine des droits de l’Homme et des peuples en 2004 ;
- L'Unité opérationnelle pour la protection des défenseurs des droits de l’Homme au sein du Bureau du Secrétaire exécutif de la Commission inter-américaine des droits de l'homme ;
- Les Orientations de l'Union européenne sur les défenseurs des droits de l'homme, adoptées en juin 2004, puis révisées en 2018 ;
- Le mécanisme de l'Union européenne pour les défenseurs des droits de l’homme, ProtectDefenders.eu.

## Initiatives de la société civile
En 1952, la Commission internationale de juristes fut l'une des premières ONG à se consacrer de façon généraliste aux droits de l'homme.

## Sommet mondial des défenseurs des droits de l'homme 2018 et prix Nobel de la paix
À l'occasion du 20e anniversaire de la Déclaration des Nations unies sur les défenseurs des droits de l'homme, un deuxième sommet mondial des défenseurs des droits de l'homme aura lieu à Paris les 29, 30 et 31 octobre 2018. Organisé par huit organisations de défense des droits de l'homme, il rassemblera 150 défenseurs venus du monde entier. Cet évènement vise à offrir une plateforme d'échange pour rendre hommage aux défenseurs des droits de l'homme, dresser un bilan des vingt dernières années et définir des stratégies pour les années à venir.
Également à l'occasion de cet anniversaire, la communauté des défenseurs des droits humains est en lice pour recevoir le prix Nobel de la paix 2018. Dans une lettre ouverte du 12 septembre 2018, plus de 200 organisations à travers le monde sont venues au soutien de cette candidature, initialement présentée par le gouvernement français. Une pétition circule également sur le site change.org. 